# Oxymonacanthus halli
Oxymonacanthus halli is een straalvinnige vissensoort uit de familie van vijlvissen (Monacanthidae). De wetenschappelijke naam van de soort is voor het eerst geldig gepubliceerd in 1952 door Marshall.